# Forever Man
Forever Man ist ein Rocksong, der von Jerry Lynn Williams geschrieben und 1985 sowohl als Single als auch auf dem Album Behind the Sun von Eric Clapton veröffentlicht wurde. Das Stück belegte Platz 51 der britischen Singlecharts, Platz 26 der Billboard Hot 100 und Platz eins der US-amerikanischen Billboard-Mainstream-Rock-Songs-Charts.

## Entstehung und Musikvideo
Nachdem Clapton einen Vertrag mit Warner Bros. Records unterschrieben und begonnen hatte, an Behind the Sun zu arbeiten, war die Plattenfirma unzufrieden, da zu wenig Stücke auf dem Album enthalten waren. Warner Brothers beauftragte Jerry Lynn Williams drei Songs zu schreiben, einer davon war Forever Man. Der Song beginnt mit einem einzelnen Riff, der von Bass, Gitarre und Synthesizer gespielt wird.
Das Video zu Forever Man war Claptons erstes Musikvideo. Im Clip spielen Clapton, Donald Dunn, Jeff Porcaro, Michael Omartian, Tim Renwick, Shaun Murphy, Yvonne Elliman und Marcella Detroit den Song auf einer Bühne.

## Adaptierung und Coverversionen
Der Song wurde 2009 auf der CD und DVD Live from Madison Square Garden mit Steve Winwood veröffentlicht. Außerdem wurde der Song im Film SpaceCamp verwendet, als Tate Donovans Figur das Space Camp in seinem Jeep erreicht. Die Musikgruppe Beatchuggers veröffentlichten 2000 einen House Mix des Stückes mit dem Titel Beatchuggers feat. Eric Clapton – Forever Man (How Many Times?).